# Epiclerus dlabolai
Epiclerus dlabolai är en stekelart som beskrevs av Boucek 1958. Epiclerus dlabolai ingår i släktet Epiclerus och familjen raggsteklar. Inga underarter finns listade i Catalogue of Life.